# Madonna mit Kind (Lignan-de-Bordeaux)

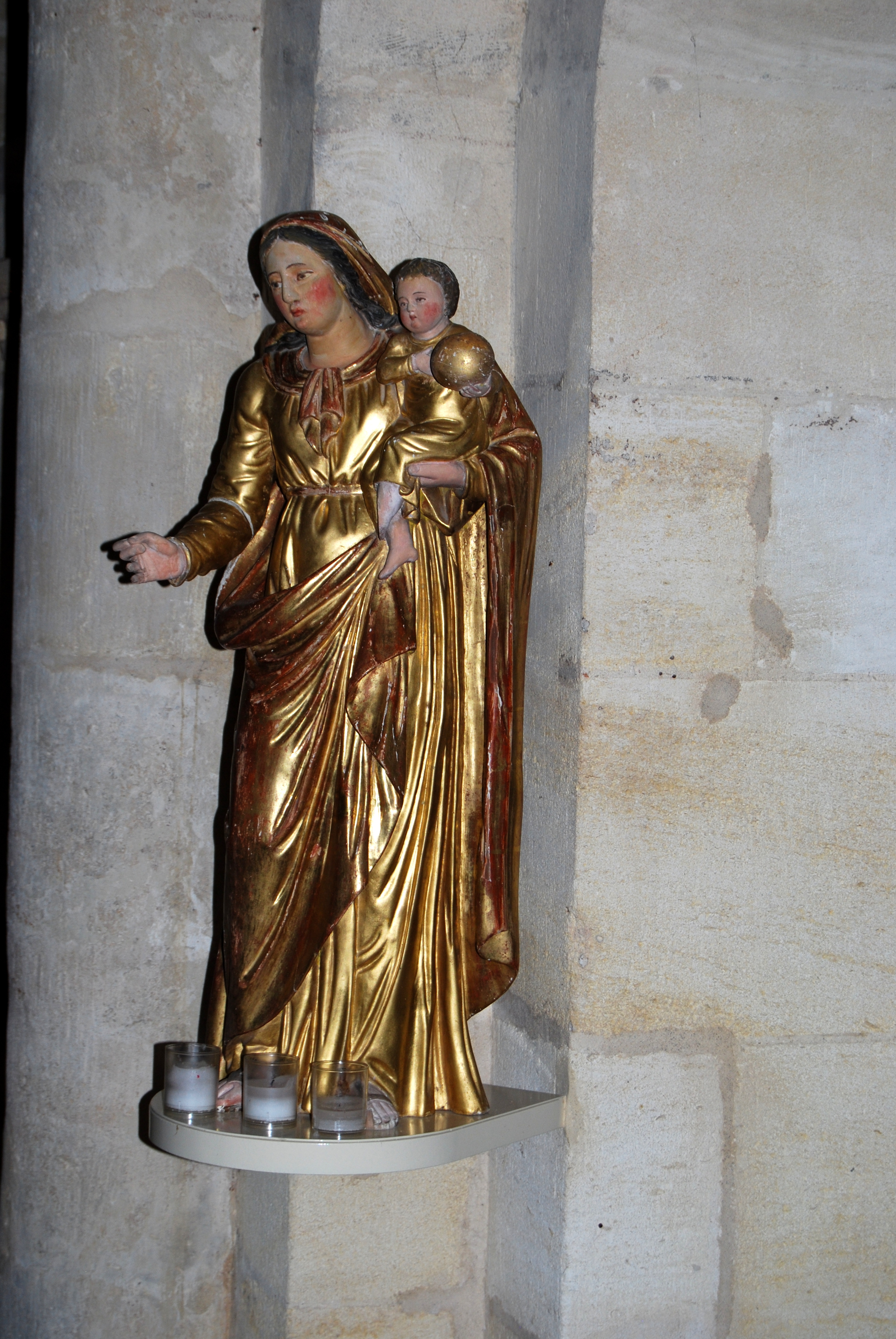
Madonna mit Kind in Lignan-de-Bordeaux

Die Skulptur Madonna mit Kind in der Kirche Ste-Eulalie in Lignan-de-Bordeaux, einer französischen Gemeinde im Département Gironde der Region Nouvelle-Aquitaine, wurde im 19. Jahrhundert geschaffen. Im Jahr 1988 wurde die Skulptur im Stil des Barocks als Monument historique in die Liste der denkmalgeschützten Objekte (Base Palissy) in Frankreich aufgenommen.
Die 86 cm hohe Skulptur aus Holz ist vergoldet. Maria hält das Jesuskind auf dem linken Arm, das die Weltkugel in Händen hat. Maria und das Kind besitzen ähnliche Gesichtszüge. Die vielen Falten von Marias Kleid geben ihrer Erscheinung eine Fülle.